# Badminton Ireland
Badminton Ireland is de nationale badmintonbond van Ierland.
De huidige president van de Ierse bond is Ronan Rooney. Anno 2015 telde de bond 13.216 leden, verdeeld over 387 badmintonclubs. De bond is sinds 1968 aangesloten bij de Europese Bond.